# Hélio Quaglia Barbosa
Hélio Quaglia Barbosa ComMM (São Paulo, 25 de novembro de 1941 — São Paulo, 1 de fevereiro de 2008) foi um professor e magistrado brasileiro, tendo sido ministro do Superior Tribunal de Justiça (STJ) de 2004 a 2008.

## Carreira
Hélio Quaglia Barbosa formou-se em direito pela Universidade de São Paulo em 1966.
Foi assessor jurídico e oficial de gabinete nas Secretarias de Estado do Interior e da Segurança Pública do Estado de São Paulo, respectivamente nos períodos de 1967 a 1968 e 1968 a 1969, durante as gestões do secretário Hely Lopes Meirelles.
Ingressou na carreira da magistratura em 1969 como juiz de Direito do Estado de São Paulo. Em 1984, foi promovido a juiz do Tribunal de Alçada Cível de São Paulo, e em 1993 tornou-se desembargador do Tribunal de Justiça do Estado de São Paulo, com assento na 10ª Câmara de Direito Privado.
Em 2004, foi escolhido pelo presidente Luiz Inácio Lula da Silva para o cargo de ministro do Superior Tribunal de Justiça, após indicação em lista tríplice pelos membros desse tribunal, em vaga destinada a desembargador de tribunal estadual. Na corte superior, foi membro da Segunda Seção, que aprecia questões atinentes ao direito privado.
Foi relator de processos referentes a assuntos de repercussão nacional, como o caso do jornalista Pimenta Neves e o caso do juiz cearense Pecy Barbosa, que assassinou um vigia de supermercado. Participou de julgamentos importantes, como o afastamento da proibição de progressão criminal para os delitos hediondos e assemelhados, bem como do primeiro pedido de federalização de crimes contra os direito humanos, o caso Dorothy Stang. Defendia a súmula vinculante como ferramenta para desafogar o Judiciário.
Em sua carreira docente, foi professor secundário no Liceu Marechal Deodoro, em São Paulo, de 1964 a 1967, e professor da Faculdade de Direito de Araraquara, de 1971 a 1983, tendo ali lecionado direito civil e direito administrativo.
Em 2005, foi admitido pelo presidente Luiz Inácio Lula da Silva à Ordem do Mérito Militar no grau de Comendador especial.
Morreu por falência múltipla dos órgãos em 1 de fevereiro de 2008, aos 66 anos.